# Храм Бориса и Глеба (Волохово)
Храм Бориса и Глеба в селе Волохово — православный храм Александровской епархии.

## История

### В царской России
В юридических актах 1524 года упоминается Борисоглебское село, которое позже (1551 год) называется также Волоховым по фамилии помещика, которому Иван Грозный пожаловал окрестные земли.
В Смутное время в 1609 году действовавший здесь монастырь был разорён польско-литовскими оккупантами. Вскоре после этого была возведена деревянная церковь Бориса и Глеба, которая просуществовала около 200 лет. В 1815 году по благословению епископа Владимирского и Суздальского Ксенофонта по инициативе помещика А. А. Баскакова и содействии других прихожан на месте деревянной церкви был возведён одноимённый кирпичный храм, который сохранился до сих пор, хотя и в полуразрушенном состоянии.
История храма известна благодаря трудам историографа Александровской земли Николая Семёновича Стромилова (1842—1895), семейство которого внесло заметный вклад в восстановление и обустройство храма. Николай Стромилов и его отец Семён были похоронены рядом с храмом.

### После революции 1917 года
В период тяжёлых испытаний для Русской православной церкви храм был закрыт и постепенно разрушался и разграблялся. Из храма выносилось всё: от кафельных плиток до икон и украшений. Были разорены и могилы Стромиловых. Чудесным образом сохранилась на алтарной стене храма роспись с изображением Христа-Спасителя.

### Современное состояние
Несколько лет назад по благословению архиепископа Владимирского и Суздальского Евлогия усилиями прихожан начато восстановление храма: выполнен косметический ремонт главного алтаря, заменены стропила и кровля над куполом, вставлены новые окна и двери, проведено электричество. В 2003 году подвижниками историко-краеведческого клуба «Отечество» (г. Александров) были восстановлены часовни на могилах Стромиловых.
Храм, причисленный к историко-архитектурным памятникам России, нуждается в помощи. Хотя многое ещё требует капитального восстановления, с 2006 года в храме проводятся регулярные богослужения. 30 сентября 2006 года состоялось малое освещение храма и первая литургия. В храм после 60-летнего отсутствия была возвращена икона Покрова Пресвятой Богородицы.
В феврале 2008 года назначен настоятель храма, отец Леонид, и учреждён приходской совет.
В 2014 году были написаны иконы Спасителя, Пресвятой Богородицы «Благодатное Небо» в центральный придел, попечительский совет изготовил и установил указатели по дороге к храму, был водружён крест на купол храма.
В 2015 году при активном содействии попечительского совета написаны и установлены все основные иконы в центральном приделе, изготовлена Голгофа, расписаны стены центрального придела, на стенах развешены иконы, стоявшие ранее по периметру храма. В рамках нужд прихода напечатаны две книги: «Молитвослов» и «Литургия с разъяснениями» для более полного осмысления церковных служб мирянами. Отреставрирована фреска в алтарной апсиде и к ней дописаны фигуры Богородицы и Иоанна Крестителя.
В 2015 году храму исполнилось 200 лет. 6 августа проведён праздник, посвящённый 1000-летию свв. блгвв. князей Бориса и Глеба. Совершена архиерейская служба, которую возглавил архиепископ Александровский и Юрьев-Польский Евстафий. Силами попечительского совета и создателями фильмов «У Бога в огороде» началась съёмка фильма о храме и настоятеле. Журнал «Фома» написал о храме статью, разместив материал на своём сайте. Полностью выполнены кровельные работы по покрытию крыши железом, установлены сетки от птиц. Изготовлены и установлены железные врата в колокольне на входе в храм, изготовлен и установлен иконостас в придел святой великомученицы Варвары.

## Архитектура
Храм святых благоверных князей Бориса и Глеба имеет два придела: правый — во имя Алексия, митрополита Московского и всея Руси, а левый — во имя великомученицы Варвары. С западной стороны к храму примыкает каменная колокольня, сооружённая над папертью.